# Conacul dintre dealuri
Conacul dintre dealuri este un roman polițist scris de către scriitoarea britanică Agatha Christie în anul 1946.

## Sinopsis
În acest roman, Hercule Poirot sosește să ia prânzul cu Lucy Angkatell, la Conacul dintre dealuri, unde este întâmpinat de o scenă tragică: unul dintre invitați zace mort pe marginea piscinei, într-o baltă de sânge, iar soția sa se află chiar lângă acesta și avea și un revolver în mână. Însă, se pare că în spatele aparențelor se află niște secrete de familie, iar nimeni nu poate fi exclus de pe lista suspecților.

## Traduceri în limba română
Romanul Conacul dintre dealuri a fost tradus în limba română de către Editura Rao, apărând pe piață în luna decembrie a anului 2011. În anii '90 a apărut în colecția "Christie" a Editurii Excelsior sub numele de "The Hollow".